# Bobby Evans
Robert „Bobby” Evans (Glasgow, 1927. július 6. – 2001. szeptember 1.) skót labdarúgóhátvéd, edző.
A skót válogatott tagjaként részt vett az 1954-es és az 1958-as labdarúgó-világbajnokságon.